# VYP: Voice of the Young People
VYP: Voice of the Young People è il primo album di studio della cantante e rapper americana Lil Mama.

## Il disco
L'album doveva essere pubblicato 27 novembre 2007, ma poi è stato posticipato al 28 aprile 2008.
Il primo singolo è Lip Gloss, pubblicato il 19 giugno 2007 negli Stati Uniti e il 3 settembre dello stesso anno in Inghilterra.
Il secondo singolo è G-Slide (Tour Bus), pubblicato il 25 settembre 2007 negli Stati Uniti.
L'ultimo singolo pubblicato finora, in data 11 febbraio 2008, è Shawty Get Loose, con la partecipazione di Chris Brown e T-Pain.
Il relativo video è dedicato alla madre, morta due mesi prima.
Il quarto singolo, uscito il 30 aprile è L.I.F.E. e è stato girato anche un video.

## Tracce
1. Intro – 1:08
2. Lip Gloss – 4:04
3. One Hit Wonder – 3:27
4. Get Loose Request – 0:11
5. Shawty Get Loose (feat. Chris Brown and T-Pain) – 3:29
6. What It Is (Strike a Pose) (feat. T-Pain) – 3:58
7. G-Slide (Tour Bus) – 3:31
8. Gotta Go Deeper (Skit) – 0:14
9. Stand Up – 3:36
10. L.I.F.E. – 3:57
11. College (feat. Yirayah) – 4:00
12. Emotional Rollercoasters (Skit) – 0:28
13. Broken Pieces – 3:47
14. Swim – 4:22
15. Truly In Love (feat. Peter Toh) – 4:07
16. Look At My Life (Skit) – 1:01
17. Make It Hot (Put It Down) – 3:13
18. Pick It Up – 3:45

Tracce bonus
1. "On Fire" (Deluxe Edition Bonus Track) - 3:15
2. "Girlfriend (Dr. Luke Remix)" (Avril Lavigne featuring Lil Mama) (International/Deluxe Edition Bonus Track) - 3:25

Deluxe Edition Bonus DVD
- "Making VYP: Voice of the Young People"